# Radvanice, Přerov
Radvanice là một làng thuộc huyện Přerov, vùng Olomoucký, Cộng hòa Séc.